# Polyscias kikuyuensis
 (juillet 2020).
Si vous disposez d'ouvrages ou d'articles de référence ou si vous connaissez des sites web de qualité traitant du thème abordé ici, merci de compléter l'article en donnant les références utiles à sa vérifiabilité et en les liant à la section « Notes et références ».
Espèce
Statut de conservation UICN

 NT  : Quasi menacé
Polyscias kikuyuensis est une espèce de plantes à fleurs du genre Polyscias et de la famille des Araliaceae.